# Múm
múm [muːm] ist eine isländische Band aus Reykjavík, die 1997 von Örvar Þóreyjarson Smárason, Gunnar Örn Tynes sowie den beiden Zwillingsschwestern Kristín Anna und Gyða Valtýsdóttir gegründet wurde. Der Bandname soll laut Aussagen der Mitglieder gar nichts bedeuten. In einem früheren Interview wurde er als ein Bild erläutert: Die Buchstaben stellen zwei Elefanten dar, die mit ihren Rüsseln winken.

## Bandgeschichte
Zu ersten musikalischen Experimenten kam es 1998, welche zum Debütalbum Yesterday was dramatic – Today is ok führten. Für die Erstellung des Albums Finally we are no one, das auch als Loksins erum við engin auf Isländisch erschienen ist, zogen sich die Bandmitglieder in einen verlassenen Leuchtturm zurück. Zur Entstehungszeit von Summer Make Good lebten die Bandmitglieder vorübergehend in Berlin. In Deutschland werden einige Veröffentlichungen vom in Berlin ansässigen Label Morr Music vertrieben.
Neben den Alben entstanden auch zahlreiche Kollaborationen und auch ein Soundtrack zu dem Film Panzerkreuzer Potemkin von Sergej Eisenstein und ein Soundtrack zum Theaterstück Blái hnötturinn von Andri Snær Magnason.
2006 verließ Kristín Anna die Band, um sich auf andere musikalische Projekte zu konzentrieren.

## Stil
Múm machen experimentelle Musik unter Verwendung von Computern und vielen akustischen Instrumenten.

## Diskografie

### Alben
- Yesterday Was Dramatic – Today Is OK (2000, TMT; 2005, Re-Release, Morr Music)
- Finally We Are No One (2002, FatCat Records)
- Summer Make Good (2004, FatCat Records)
- Go Go Smear the Poison Ivy (2007, FatCat Records)
- Sing Along to Songs You Don't Know (2009, Morr Music)
- Early Birds (2012, Morr Music)
- Smilewound (2013, Morr Music)
- Menschen am Sonntag – Live in Berlin (2018, Morr Music)

### Singles und EPs
- The Ballad Of The Broken Birdie Records (2000, TMT)
- Green Grass of Tunnel (2002, FatCat Records)
- Nightly Cares (2004, FatCat Records)
- Dusk Log (2004, EP, FatCat Records)
- The Peel Session (2006, EP, FatCat Records)
- Prophecies & Reversed Memories (2009, Morr Music)

### Kompilationen und Sonstiges
- Blái hnötturinn (2001, Soundtrack)
- Please Smile my Noise Bleed (2001, Morr Music, 3 New Tracks + Remixes)
- múm:remixed (2002, TMT, Remixes von Yesterday Was Dramatic – Today Is ok)
- Loksins erum við engin (2002, Smekkleysa Records, isländische Version von Finally we are no one)